# Лятишки мост
Лятишкият, Спилейският или Клефтенският мост (на гръцки: Γεφύρι Λιάτισσας, Λιάτιστας, Σπηλαίου, Του Κλέφτη) е каменен мост в Егейска Македония, Гърция.
Мостът е разположен на река Велония преди вливането ѝ във Венетикос след пролома Портица. Отдалечен е на наколко километра североизточно от село Спилео и го свързва със селата Парори, Ставрос (Палеохори) и Космати. Мостът има един отвор и е дълъг едва 10 m. Според легендата е построен от клефта Лятистас, който преследван от турците, прескочил реката, давайки обет, че ако успее на това място ще построи мост. Според друга версия името произтича от албанската дума лятиса, което означава леска, с които е обрасъл проломът, в който е построен моста. Построен е около 1800 година.
В 1995 година мостът е обявен за защитен паметник.